# Gods Are with Us
Gods Are With Us – drugie demo nagrane przez polski zespół blackmetalowy Abused Majesty, w styczniu 2001. Ponownie nagrywano w Hertz Studio, lecz w mocno zmienionym składzie. Nagranie Gods Are With Us jest znacznie „dojrzalsze” w porównaniu do Thee I Worship. Wprowadzono wiele nowych, a zarazem ciekawych rzeczy. Chodzi tu m.in. o kobiecy wokal, gitarę akustyczną czy użycie instrumentów klawiszowych.

## Lista utworów
1. "Prologue"
2. "Vicious Circle"
3. "Gods Are With Us"
4. "The Reaven Odin's Witness"
5. "Valley Of Speechless Dusk"
6. "I Am The Judge"

## Muzycy
- Gunnar - wokal
- Socaris - gitara
- Icanraz - perkusja
- Lukas - gitara
- Kojot - gitara basowa
- Ghaez - instrumenty klawiszowe